# TiHKAL
TiHKAL: The Continuation è un libro pubblicato nel 1997  scritto da Alexander Shulgin e Ann Shulgin su una famiglia di farmaci psicoattivi noti come triptamine. L'opera letteraria segue la precedente dell'omonimo chimico, il PiHKAL. TiHKAL è un acronimo che sta per "Tryptamines I Have Known and Loved."

## Descrizione
TIHKAL, molto simile per struttura e temi trattati al suo predecessore PIHKAL, è diviso in due parti. La prima parte, per la quale tutti i diritti sono riservati, inizia con un'autobiografia romanzata, riprendendo da dove la sezione simile nel PIHKAL si era interrotta; continua poi con una raccolta di saggi su argomenti come la psicoterapia e la guerra alla droga. La seconda parte del TIHKAL, che può essere distribuita condizionatamente per la riproduzione non commerciale, è un manuale dettagliato di sintesi di 55 composti psichedelici (molti scoperti dallo stesso Alexander Shulgin), incluse le loro strutture chimiche, raccomandazioni sul dosaggio e commenti qualitativi. Shulgin ha reso la seconda parte liberamente disponibile sul sito Erowid.org mentre la prima parte è disponibile solo nel testo stampato.
Come nel PIHKAL, gli Shulgin erano motivati a rendere pubbliche le informazioni di sintesi come modo per proteggere l'accesso del pubblico alle informazioni sui composti psichedelici, un obiettivo che Alexander Shulgin ha ribadito molte volte.